# Relations entre le Bangladesh et l'Ukraine
Les relations entre le Bangladesh et l'Ukraine sont les relations bilatérales de la république populaire du Bangladesh et de l'Ukraine. L'Ukraine (alors connue sous le nom de République socialiste soviétique d'Ukraine) a reconnu l'indépendance du Bangladesh le 24 janvier 1972. Ahmed Akbar Sobhan, président du groupe Bashundhara, est le consul général honoraire d'Ukraine au Bangladesh.

## Coopération agricole
L'agriculture a été identifiée comme un secteur prometteur pour la coopération entre le Bangladesh et l'Ukraine. En août 2011, le ministre ukrainien de l'alimentation, Mykola Pryssiajniouk, a rendu visite à un fonctionnaire au Bangladesh pour explorer les possibilités de coopération dans le domaine agricole. L'Ukraine a manifesté son intérêt pour le transfert de sa technologie agricole au Bangladesh. En 2011, le Bangladesh a signé un protocole d'accord avec l'Ukraine pour l'importation de 100 000 tonnes de blé au niveau de l'État,. En 2013, le Bangladesh a importé 200 000 tonnes de blé d'Ukraine au niveau de l'État.

## Coopération économique
Le Bangladesh et l'Ukraine ont manifesté leur intérêt pour le développement des activités économiques bilatérales entre les deux pays et les deux pays ont pris les mesures nécessaires à cet égard. Les exportations du Bangladesh vers l'Ukraine comprennent la pêche, le cuir, les vêtements prêts à porter, le textile, l'huile comestible, les légumes, les produits pharmaceutiques et le tabac, tandis que l'Ukraine exporte principalement des produits minéraux, des produits chimiques, des machines et des équipements électriques vers le Bangladesh. Les entreprises commerciales ukrainiennes ont manifesté leur intention de créer des entreprises communes pour investir dans les secteurs de la construction navale, de la sidérurgie et des engrais chimiques du Bangladesh. L'Ukraine a également exprimé son intérêt pour le développement des installations portuaires au Bangladesh.

## Éducation
Des étudiants bangladais étudient à l'université d'État de médecine de Louhansk (en). En 2014, le président de l'association des étudiants du Bangladesh de l'université a déclaré qu'un étudiant avait créé la panique en appelant les journaux de Dacca et même le ministère des affaires étrangères, prétendant qu'ils étaient bloqués en ville.